# أندرو سكوت هايدون
أندرو سكوت هايدون هو سياسي كندي، ولد في 1933 في تورونتو في كندا. انتخب الرئيس الإقليمي لأوتاوا كارلتون ‏.